# Antwerp (single)
Antwerp is een Engelstalig lied van de Belgische band Mad Curry uit 1970.
De single had als B-kant het nummer Song for Cathreen.
Het nummer verscheen tevens op het album Mad Curry.

## Meewerkende artiesten
- Producer
  - Louis De Vries
- Muzikanten
  - Danny Rousseau (keyboards)
  - Eddy Verdonck (drums)
  - Giorgio Chitschenko (saxofoon)
  - Jean Vandooren (basgitaar)
  - Viona Westra (percussie, zang)